# Potok Leśny (dopływ Rawy)
Potok Leśny – drobny ciek wodny na Wyżynie Katowickiej, na terenie Katowic. Prawy dopływ Rawy.
Płynie we wschodnich dzielnicach Katowic, przez Katowicki Park Leśny, początkowo w kierunku północno-wschodnim, następnie północnym. Źródła na wysokości ok. 285 m n.p.m. w Lasach Murckowskich, na południe od ulicy 73. Pułku Piechoty i na północ od linii kolejowej prowadzącej do kopalni „Murcki-Staszic”. Wypływa ze śródleśnych mokradeł z licznymi drobnymi oczkami wodnymi o interesującej florze i faunie. M.in. zidentyfikowano tu występowanie 14 gatunków ważek. Omija od południowego wschodu osiedle Muchowiec oraz lotnisko Muchowiec. W środkowym biegu przepływa kolejno przez stawy w Dolinie Trzech Stawów: Sumik, Ozdobny, Kąpielowy (za nim przepływa pod autostradą A4), Kajakowy i Łąka. Po wylocie z tego ostatniego zakrytym korytem płynie pod linią kolejową i ulicą 1 Maja, by w okolicach zabudowań Uniwersytetu Ekonomicznego, tuż przed ulicą Murckowską, na wysokości ok. 255 m n.p.m. ujść do Rawy.